# ورودی آرامگاه بابا لنگر
بنای ورودی آرامگاه بابا لنگر مربوط به سدهٔ ۷ ه.ق است و در شهرستان خوشاب، بخش مشکان، روستای بابا لنگر واقع شده و این اثر در تاریخ ۱۷ مرداد ۱۳۸۳ با شمارهٔ ثبت ۱۱۰۲۰ به‌عنوان یکی از آثار ملی ایران به ثبت رسیده است.